# Блюмбах, Силке Лирия
Силке Лирия Блюмбах (нем. Silke Liria Blümbach; 13 декабря 1970, Гёттинген — 11 июня 2020, Берлин) — немецко-албанская поэтесса, писавшая на албанском языке, переводчик и журналист, одна из организаторов Международного поэтического фестиваля «Дни Наима» (Тевото, Македония).

## Краткая биография
Родилась в семье учителей. Окончила Гимназию Иоганнеум в Гамбурге и Гейдельбергский университет, получив диплом переводчика французского и португальского языков, а позднее и диплом переводчика английского языка. Проходила практику в Коимбре (Португалия) и  Монсе (Бельгия). Сдала экзамен по албанскому языку в Тиранском университете .
Работала в различных переводческих бюро Гейдельберга и Берлина, в  албанской редакции  радиостанции Deutsche Welle, в информационном центре  KFOR («Силы для Косово») (1999-2000), в информационном управлении Бундесвера (2000-2002). На ее счету работа переводчиком на различных международных конференциях и форумах, в том числе на зимних Олимпийских играх в Альбервиле (1992). Была активным членом литературного объединения LitOff (Literary Ofansiva) в  Гейдельберге и членом Лиги писателей в Албании.
Cкончалась от рака, с которым боролась около двадцати лет.

## Творчество
С юных лет писала стихи и прозу, занималась литературным переводом. Издала три сборника стихов («Сорок смертей в Саранде», «Затонувшая каравелла»,  «Река, текущая  к истокам»), один  сборник рассказов («Через год после моей смерти») и одну повесть («Дневник возвращения») на албанском языке, а также один сборник стихов на английском языке, опубликованный в США («За пределами радуги сердца»). Ее стихи публиковались также в журналах и поэтических антологиях, переведены на несколько иностранных языков.
Была одним из организаторов международного поэтического фестиваля «Дни Наима», посвященного Национальному поэту Албании Наиму Фрашери (Тевото, Македония) и переводила на албанский язык стихи участников фестиваля для выпускавшихся сборников (корейская поэтесса Мун Чонхи , тайваньский поэт  Ли Куйсянь , американский поэт Крэйг Цюри, индийская поэтесса Ниведита Лакхера и др.)

## Публикации
- Dyzet vdekje në Sarandë. Tiranë: Naim Frashëri, 1999
- Karavela e fundosur. Tetovë: Ditet e Naimit, 2002
- Lumi që rrjedh drejt burimit. Tetovë: Ditet e Naimit,  2007
- Ditari i një kthimi. Tiranë: Naim Frashëri, 2010
- Beyond the Bows of the Heart, SHBA 2012 (USA)  ISBN 978-1471741241
- A year after my death. Tetovë: Ditet e Naimit, 2017

## Награды
- Премия «Свеча Наима» Международного поэтического фестиваля «Дни Наима» (Тевото, Македония, 2001)
- Премия «Пламя января» (Гнилане, Косово, 2003)
- Поэтическая премия Фонда имени Наджи Наамана  (Ливан, 2005)